# 竹内信夫
竹内 信夫（たけうち のぶお、1945年1月31日 - ）は、日本のフランス文学者、空海研究家、東京大学名誉教授。四国新聞客員論説委員。

## 来歴
大阪に生まれるが、米軍空襲下だったため、本籍地の香川県で育つ。高松高校を経て、1970年東京大学文学部仏文科卒業、72年同大学院修士課程修了、1973－76年パリ第4大学に留学。
東大文学部助手、明治学院大学専任講師、東京工業大学助教授、1983年東大教養学部助教授（フランス語・フランス文学担当）を経て、教授となる、2000年から2年間、比較文学比較文化研究室主任や、他に東大比較文学会会長を務めた。2007年に定年退任し名誉教授。郷里に戻り研究執筆を続けている。
1987年、モーリス・パンゲ『自死の日本史』の翻訳で渋沢・クローデル賞ルイ・ヴィトン・ジャパン特別賞受賞。2009年に「空海塾」を開いた。
2010年秋から2017年夏にかけ、哲学者アンリ・ベルクソンの著作個人完訳を刊行。

## 人物
- 専攻はステファヌ・マラルメ以降のフランス文学・思想研究であり、厖大な「マラルメ・データベース」を作成。
- 郷里出身の空海研究にも関心が深く、1996-97年の半年間高野山に滞在し、『空海入門―弘仁のモダニスト』を執筆。
- 「自死」という語は竹内がmort volontaireを訳したものとする説があったが、実際にはそれ以前から使われていた。

## 著作

### 単著
- 『空海入門－弘仁のモダニスト』 ちくま新書 1997／ちくま学芸文庫（増補版） 2016
- 『空海の思想』 ちくま新書 2014

### 共編著
- 『シェーマ式フランス語文法』工藤進 白水社 1984
- 『フランス文法カラントパージュ』工藤進 白水社 1993
- 『空海 真言宗現代名言法話・文章伝道全書』麻生弘道・資延恭敏・村上保壽共編 四季社 2002
- 『空海 言葉の輝き』ピエ・ブックス 2003／同・文庫判 2009、新装版2011。永坂嘉光 写真・高岡一弥 装丁の共著
- 『日本の名僧4　密教の聖者 空海』吉川弘文館 2003。「パリで長安の空海を思う」を寄稿
- 『現代に密教を問う』谷川泰教編、小学館スクウェア 2006。「空海の言葉を求めて」を寄稿

### 翻訳
- アンリ・メショニック『詩学批判 詩の認識のために』 未來社 1982
- ミシェル・セール『ライプニッツのシステム』 朝日出版社 1985
- モーリス・パンゲ『自死の日本史』 筑摩書房 1986／ちくま学芸文庫 1992／講談社学術文庫 2011
- モーリス・パンゲ『テクストとしての日本』 筑摩書房 1987。工藤庸子・田村毅共訳
- ジャン＝ポール・クレベール『動物シンボル事典』 大修館書店 1989
- クロード・レヴィ＝ストロース、聞き手ディディエ・エリボン『遠近の回想』 みすず書房 1991
- ルイ・デュモン『インド文明とわれわれ』 小倉泰共訳　みすず書房 1997
- レヴィ＝ストロース『みる・きく・よむ』 みすず書房 2005
- ピエール＝シルヴァン・フィリオザ『サンスクリット』 白水社〈文庫クセジュ〉 2006
- 『ベラン世界地理大系3　フランス』 田辺裕共監訳　朝倉書店 2012
- 『新訳 ベルクソン全集』 白水社。全7巻及び別巻（6巻と別巻が未刊）

第1巻　意識に直接与えられているものについての試論 2010
第2巻　物質と記憶－身体と精神との関係についての試論 2011
第3巻　笑い－喜劇的なものが指し示すものについての試論 2011
第4巻　創造的進化 2013
第5巻　精神のエネルギー 2014
第6巻　道徳と宗教の二つの源泉 （未刊）
第7巻　思考と動くもの 2017。本巻を持って最終回刊行

## 参考
- 『駒場1991』『駒場2001』
- 竹内信夫：みすず書房